# Карловский механический завод
Карловский механический завод — промышленное предприятие в городе Карловка Карловского района Полтавской области Украины.

## История
Предприятие было создано в 1944 году, во время восстановления Карловки после немецкой оккупации. В 1956 году Карловский комбинат подсобных предприятий был преобразован в Карловский механический завод.

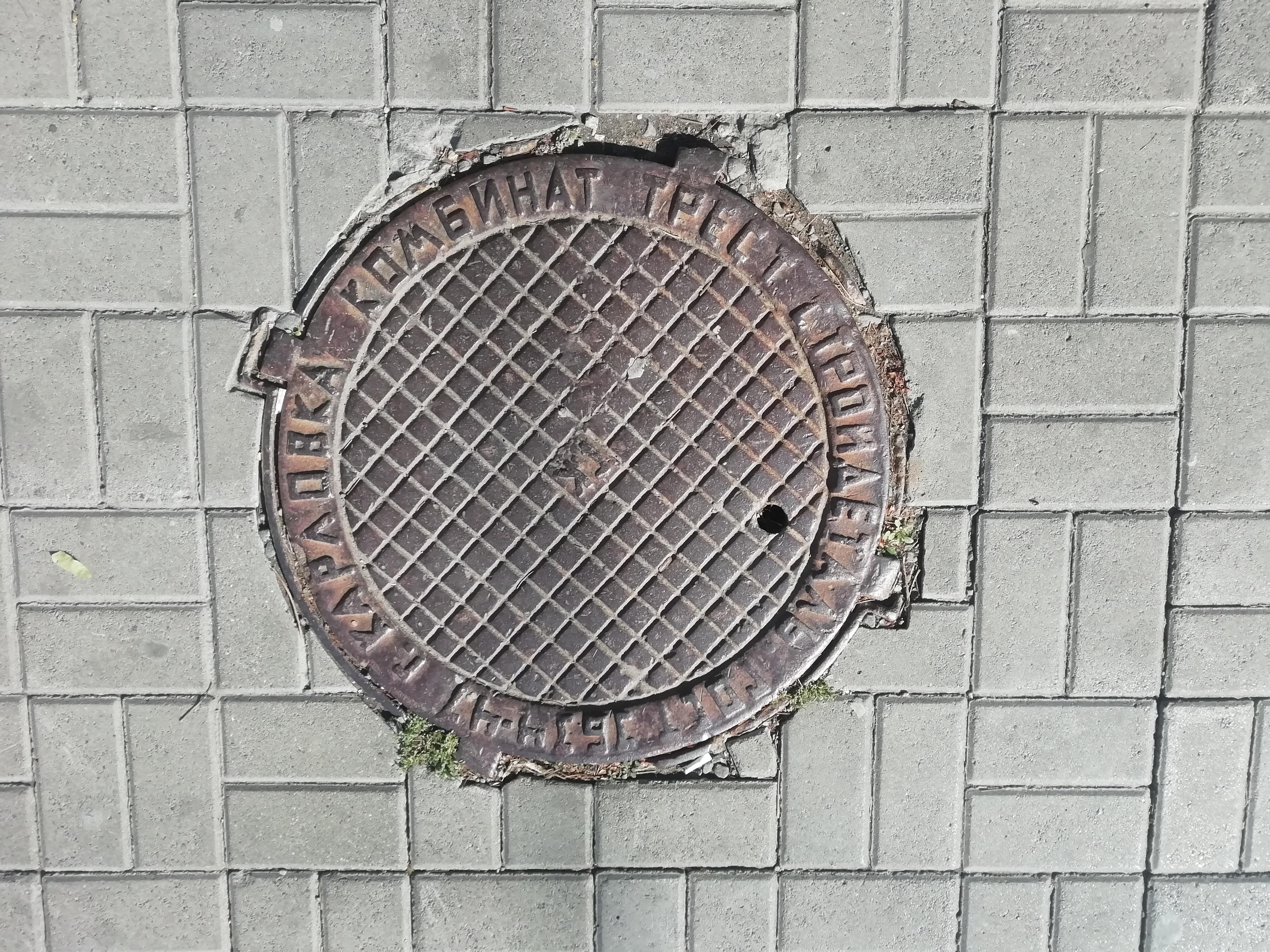
Созданный на заводе люк

В соответствии с восьмым пятилетним планом развития народного хозяйства СССР (1966—1970) была начата реконструкция завода. В 1960-е годы предприятие освоило выпуск автоцистерн для перевозки питьевой воды, технической воды и молока, и к началу 1990-х годов завод производил почти половину всех молоковозов СССР (объем производства достигал 8 тыс. молоковозов на шасси ГАЗ-52 и ГАЗ-53 в год). Общая численность рабочих предприятия достигала 1,5 тыс. человек.
В дальнейшем, в Карловке было создано производственное объединение «Карловпищемаш» (в состав которого вошли находившиеся в городе Карловский машиностроительный завод и Карловский механический завод), его специализацией являлось производство оборудования для пищевой промышленности.
В конце 1987 года завод получил маневровый тепловоз ТГМ23В48-1282.
В целом, в советское время механический завод входил в число крупнейших предприятий города, на его балансе находились жилые дома и другие объекты социальной инфраструктуры.
После провозглашения независимости Украины в условиях экономического кризиса 1990-х годов и сокращения государственного заказа положение завода осложнилось, было освоено производство новых видов продукции (бензовозов, запасных частей к сельхозтехнике и иных металлоизделий). В мае 1995 года Кабинет министров Украины утвердил решение о приватизации Карловского механического завода. В дальнейшем, государственное предприятие было преобразовано в открытое акционерное общество.
По состоянию на начало июля 2002 года, завод работал на 10 % мощности, основной продукцией являлись ёмкости и резервуары из нержавеющей стали, а также металлоизделия хозяйственно-бытового назначения (фляги, вёдра и др.). До 50 % произведённой продукции шло на экспорт в Россию, Белоруссию, Казахстан и Туркменистан, а необходимые для производства нержавеющая сталь и пищевой алюминий в основном закупались в России.
Начавшийся в 2008 году экономический кризис ухудшил положение предприятия и 27 июня 2013 года Карловский механический завод был признан банкротом. В дальнейшем, завод прекратил производственную деятельность.